# PEMT
PEMT (англ. Phosphatidylethanolamine N-methyltransferase) – білок, який кодується однойменним геном, розташованим у людей на короткому плечі 17-ї хромосоми. Довжина поліпептидного ланцюга білка становить 199 амінокислот, а молекулярна маса — 22 134.
| 10         |  | 20         |  | 30         |  | 40         |  | 50         |
| ---------- |  | ---------- |  | ---------- |  | ---------- |  | ---------- |
| MTRLLGYVDP |  | LDPSFVAAVI |  | TITFNPLYWN |  | VVARWEHKTR |  | KLSRAFGSPY |
| LACYSLSVTI |  | LLLNFLRSHC |  | FTQAMLSQPR |  | MESLDTPAAY |  | SLGLALLGLG |
| VVLVLSSFFA |  | LGFAGTFLGD |  | YFGILKEARV |  | TVFPFNILDN |  | PMYWGSTANY |
| LGWAIMHASP |  | TGLLLTVLVA |  | LTYIVALLYE |  | EPFTAEIYRQ |  | KASGSHKRS  |

A: Аланін

C: Цистеїн

D: Аспарагінова кислота

E: Глутамінова кислота

F: Фенілаланін

G: Гліцин

H: Гістидин

I: Ізолейцин

K: Лізин

L: Лейцин

M: Метіонін

N: Аспарагін

P: Пролін

Q: Глутамін

R: Аргінін

S: Серин

T: Треонін

V: Валін

W: Триптофан

Кодований геном білок за функціями належить до трансфераз, метилтрансфераз. 
Задіяний у таких біологічних процесах, як метаболізм ліпідів, біосинтез ліпідів, альтернативний сплайсинг. 
Білок має сайт для зв'язування з S-аденозил-L-метіоніном. 
Локалізований у мембрані, мітохондрії, ендоплазматичному ретикулумі.